# 埃萊茲漢

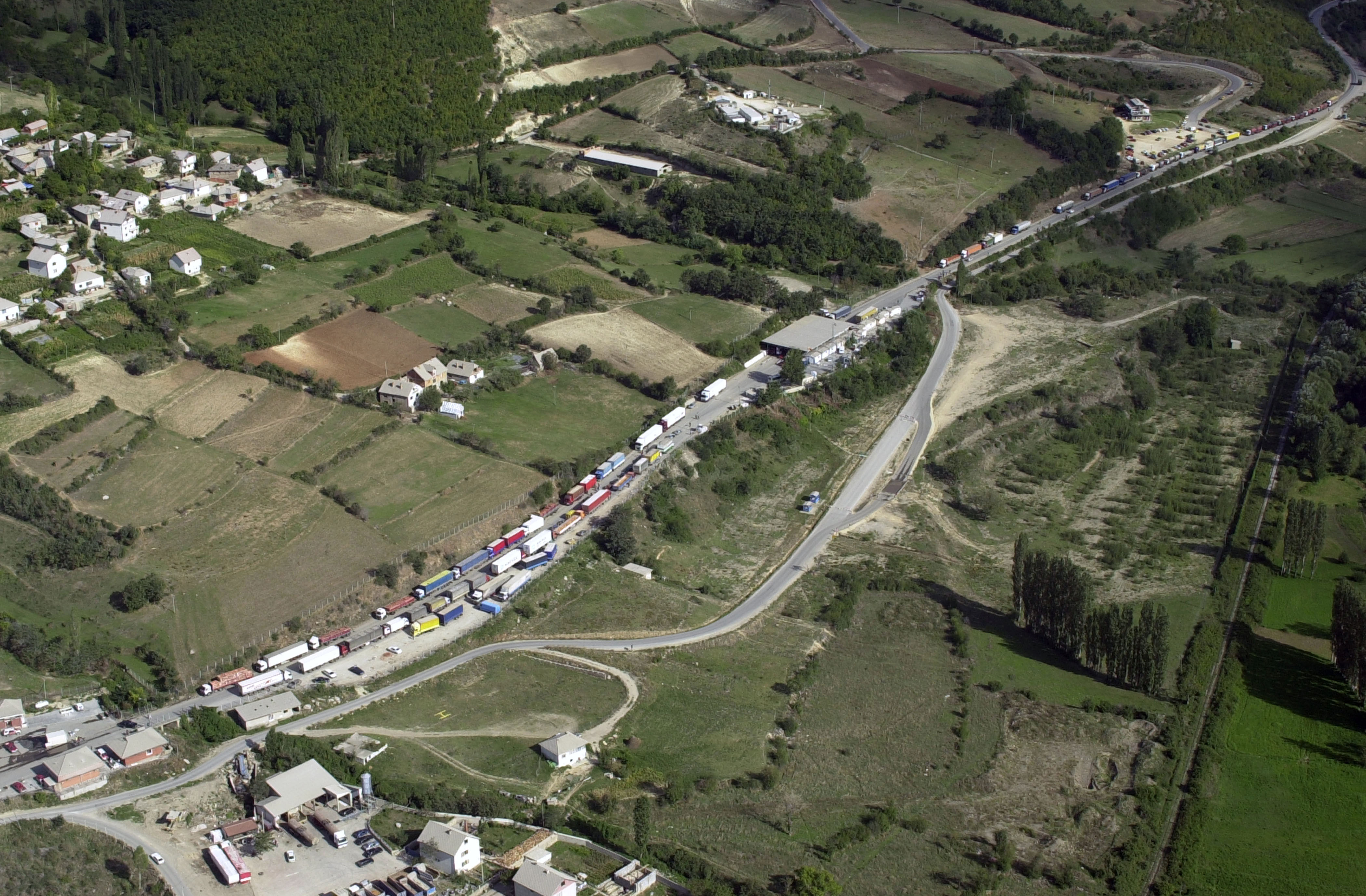
边境检查站

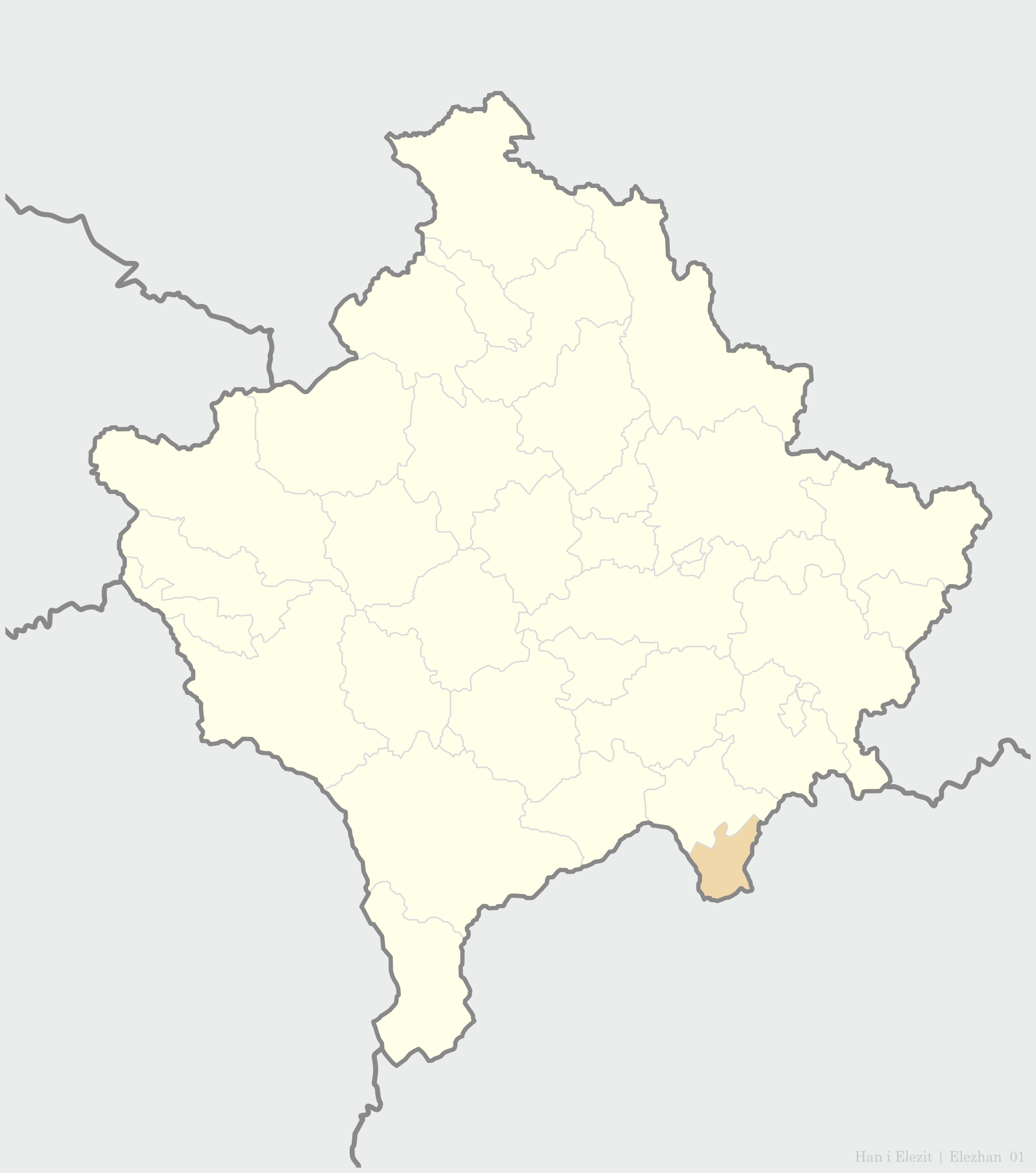
埃莱兹汉市镇在科索沃的位置

埃萊茲漢（羅馬化：Elez Han），是科索沃烏羅舍瓦茨區埃莱兹汉市镇内的城鎮及其行政中心，塞爾維亞主权声索，位於該國東南部。市镇面積为83平方公里，海拔高度516米。2011年人口2,533人，而整个市镇的人口则为9,403，市镇人口密度每平方公里110人。